# Трафик (фильм, 1971)
«Трафик» (фр. Trafic — дорожное движение) — итальяно-французская комедия 1971 года режиссёра Жака Тати.

## Сюжет
Господин Юло — неуклюжий автомобильный дизайнер, который работает для небольшой парижской компании ALTRA. Он вместе с водителем грузовика и рекламным агентом Марией должен доставить новый автомобиль-кемпер, напичканный различными гаджетами (разработанный Юло на базе Renault 4), на автосалон в Амстердаме. По пути Юло и его спутники сталкиваются с различными препятствиями на дороге. У них кончается бензин, ломается грузовик, задерживают таможенные охранники в Нидерландах, дорожно-транспортное происшествие и неспешный механик. В конечном итоге вся компания добирается до выставки к моменту её закрытия.

## В ролях
- Жак Тати — господин Юло
- Тони Книппер — механик
- Франко Рессель —
- Марио Занелли —
- Мария Кимберли — Мария
- Марсель Фраваль — водитель грузовика
- Оноре Бозель — директор ALTRA
- Франсуа Мэйсонгросс — Франсуа